# Roncalès

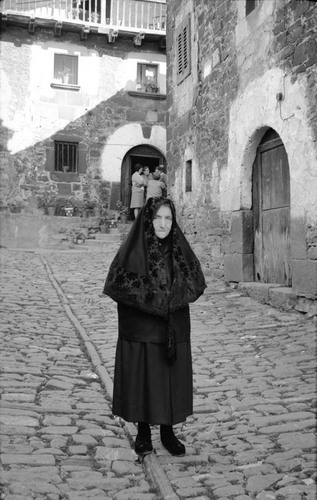
Antonia Anaut va ser una de les darreres parlants de Roncalès.

L'èuscar roncalès (en basc: Erronkariera, Erronkariko uskara) és un dialecte del basc, parlat antigament al sud, a la vall de Roncal (Navarra). Se sap que s'usava de manera habitual a la fi del segle xix, i que la seva progressiva desaparició va començar el 1876 a causa de la prohibició del seu ús a les escoles.
El filòleg francès Louis Lucien Bonaparte, nebot de l'emperador Napoleó el va catalogar l'any 1869 (segle xix) com un subdialecte del suletí, encara que avui en dia molts experts afirmen que existeixen clares diferències entre el roncalès i altres dialectes veïns. N'hi ha d'altres que, com Bernardo Estornés, asseguren que el roncalès era una llengua i que el basc és, de fet, un conjunt d'idiomes diferenciats.

## Història
La seva darrera locutora de llengua materna fou Fidela Bernat, nascuda el 1898 a Uztarroze i morta el 1991 a Pamplona. Un altre parlant de gran importància per a aquest dialecte fou Ubaldo Hualde Martín (natural d'Izaba), mort el 31 de juliol de 1967, la darrer persona que; a més de parlar l'euskara roncalès; el sabia escriure. José i Bernardo Estornés, Koldo Mitxelena o Juan San Martín van ser alguns dels lingüistes que van visitar Ubaldo abans de la seva mort, per a deixar recollir totes les dades possibles d'aquest dialecte. Ubaldo Hualde també coneixia les variants d'altres zones del Roncal com Uztarroze, Bidankoze o Garde. Antonia Anaut Garde (Izaba, Navarra, 1888-maig 1976) va ser una de les últimes parlants nadiues del dialecte. La seva parla va despertar l'interès de filòlegs, lingüistes i bascòfils, que buscaren preservar la memòria del dialecte roncalès mitjançant gravacions de veu.
Resurrección María de Azkue va recollir de boca de Mariano Saturnino Mendigacha, de Bidankoze, en el seu llibre Particularidades del dialecto roncalés ("Particularitats del dialecte roncalés"), de 1931, cançons, contes, cobles i proverbis. A la Fonoteca de Navarra hi ha enregistraments d'entrevistes a disposició de tothom realitzats en aquesta varietat dialectal.